# Sholem Asch
Pour les articles homonymes, voir Asch.
Sholem Asch (en yiddish : שלום אש) ou Shalom Asch ou Shalom Ash (1880-1957) est un écrivain et journaliste yiddish, né en Pologne dans une famille juive traditionnelle.
Il s’affranchit de la tradition et voyage dans le monde, devenant l’un des plus grands écrivains yiddish.

## De Kutno à Varsovie
Romancier yiddish, dramaturge et essayiste, Sholem Asch naît en 1880 Kutno (Pologne), ville à l’époque sous domination russe,
dans une famille de dix enfants, ultra-orthodoxe. Il reçoit une éducation juive traditionnelle, une formation talmudique. À 17 ans, ses parents l’envoient Włocławek où il devient précepteur puis écrivain public, s’initie aux langues et à la littérature profane. Il gagne ensuite Varsovie, le cœur de la vie littéraire juive en Pologne. Il commence à écrire en hébreu mais, sous l’influence
du grand écrivain Isaac Leib Peretz, passe au yiddish et écrira dorénavant dans cette unique langue. Au cours de ses premières
années à Varsovie, il rencontre et épouse Mathilde, fille de l’écrivain juif polonais M. M. Shapiro.

## Un grand voyageur
Pendant la Première Guerre mondiale, Asch vit aux États-Unis où il publie notamment dans le journal yiddish Forverts, ne retournant en Pologne qu’après le conflit puis s’installant en France. Après 1938, il retourne aux États-Unis où il publiera la majorité de ses ouvrages. Bien que décédé à Londres en 1957, il passe ses dernières années à Bat Yam, dans la banlieue de Tel Aviv, dans une maison convertie depuis en Musée Sholem Asch.

## Un lien entre le passé et la modernité
Véritable poète du shtetl (la bourgade juive traditionnelle d’Europe orientale) à ses débuts mais également en recherche permanente de nouveaux horizons, Asch contribue à affranchir la littérature yiddish de contraintes étroites. Profondément attaché à la transmission du passé juif, auquel il se consacre dans ses romans et ses pièces, il relie néanmoins le monde yiddish à la culture américaine et européenne, devenant le premier écrivain yiddish à connaître une vogue internationale.

## Œuvres les plus célèbres
La trilogie: "Trois villes"
- Petersbourg, (1929), avec une préface de Stefan Zweig, 2020, éd. Archipoche,  (ISBN 9782377354108)
- Varsovie
- Moscou

- Uncle Moses
- Le juif aux psaumes
- La sanctification du nom

Ses romans à thèmes christiques : 
- Le nazaréen
- L’apôtre
- Marie mère de Dieu.

Son dernier roman, écrit en 1955, s’intitule Le prophète.